# Rupert Blöch
Rupert Blöch, född 15 juni 1929, död 28 maj 2006, var en friidrottare från Österrike. Han deltog vid olympiska sommarspelen 1952.